# Grym och Elak
Grym och Elak (originaltitel: Grim & Evil) är en amerikansk animerad TV-serie skapad av Maxwell Atoms och producerad av Cartoon Network Studios som sändes på Cartoon Network mellan 2001 och 2003. Serien fick senare två spinoffserier: Grymma sagor med Billy och Mandy (2003–2008) och Evil Con Carne (2003–2004).